# Еврейский музей (Нью-Йорк)
Еврейский музей (англ. Jewish Museum) — музей еврейского искусства, истории и культуры в Нью-Йорке, крупнейший еврейский музей в США.

## Местоположение
Еврейский музей в Нью-Йорке находится на его Музейной миле на Манхэттене, в квартале Карнеги-Хилл на Верхнем Ист-Сайде. Музей размещён в здании 1109 на Пятой авеню.

## История
Датой основания Еврейского музея считается 20 января 1904 года, когда судья Майер Зульцбергер передал в дар Еврейской теологической семинарии коллекцию из 26 предметов искусства, принадлежавших к еврейской культурной традиции. В 1931 году собрание было переведено на Бродвей, в здание на 122-й улице, где был в отдельном помещении создан «Музей еврейских церемониальных предметов». Благодаря финансированию меценатов еврейского происхождения первоначальная коллекция была значительно расширена. В январе 1944 года Фрида Варбург, вдова скончавшегося в 1937 году известного филантропа Феликса Варбурга, передаёт их семейный дом для постоянной экспозиции Еврейского музея, впервые принявшего посетителей в мае 1947 года.
Здание музея было построено по проекту архитектора К. Гильберта в 1908 году. Фасад его содержит элементы французской готики. В 1963 к нему была сделана пристройка в модернистском стиле; в 1989 она была снесена и заменена на другую, созданную по проекту Кевина Роча, более соответствующую стилю основного здания. Её открытие в 1993 году позволило вдвое увеличить выставочные площади музея.

## Коллекция
Музейное собрание содержит более 26 тысяч предметов хранения и соответственно является крупнейшим собранием в области еврейской культуры в мире. Основной темой представленных экспонатов является отражение еврейской истории и культуры, в том числе новейшего времени и современности. Это в первую очередь картины, скульптуры, археологические находки, предметы культа, монеты, этнографические коллекции, пресса и др. Собрание имеет цель проследить и передать посетителю идею о преемственности еврейской духовной традиции с глубокой древности и до наших дней, о культурном единстве проживающих в разных концах света представителей этого народа. Этой же цели служит и долговременная выставка под названием «Culture and Continuity: The Jewish Journey» («Культура и постоянство: Еврейский путь»)
В 1960-е годы Еврейский музей много сделал для популяризации современного искусства, особенно в рамках организованной им в 1966 выставки Первичные структуры (Primary Structures), открывшей путь такому культурному течению, как минимализм. Примерно в то же время здесь проходят выставки крупнейших представителей американского авангарда — Джаспера Джонса, Роберта Раушенберга, Филиппа Густона. В 70-е годы XX века музей берёт ориентацию на поддержание исторической еврейской культурной традиции, проводит выставки произведений еврейских художников.

## Выставки
За последние 20 лет Еврейский музей организовал в своих стенах несколько крупных и имевших большой успех выставок, в том числе:
- в 1985 — Округ Монпарнас: Еврейские художники в Париже, 1905—1945 (The Circle of Montparnasse: Jewish Artists in Paris, 1905—1945)
- в 1987 — Дело Дрейфуса: Искусство, правда и правосудие (The Dreyfus Affair: Art, Truth, and Justice)
- в 1991 — Местная живопись в Америке: Еврейские художники в Нью-Йорке, 1900—1945 (Painting a Place in America: Jewish Artists in New York, 1900—1945)
- в 1998 — Экспрессионист в Париже: Живопись Хаима Сутина (An Expressionist in Paris: The Paintings of Chaim Soutine)
- в 2001 — Голоса, имидж, жесты: Избранное из коллекции Еврейского музея, 1945—2000 (Voice, Image, Gesture: Selections from The Jewish Museum’s Collection, 1945—2000)
- в 2002 — Нью-Йорк: Столица фотографии (New York: Capital of Photography)
- в 2004 — Модильяни: Возникновение легенды (Amedeo Modigliani, Beyond the Myth) (2004)
- в 2008 — Экшн/Абстракция: Поллок, де Кунинг и американское искусство, 1940—1976